# 투르크메니스탄군
투르크메니스탄군(투르크멘어: Türkmenistanyň Ýaragly Güýçleri)은 투르크메니스탄의 군대이다. 육군, 공군, 해군 및 기타 독립적인 조직(국경군, 내부군 및 국가 방위군 등)으로 구성된다.

## 역사

### 초기
소련의 붕괴 이후, 몇몇 모터 라이플 사단을 포함하여, 소련군 투르키스탄 군관구의 중요한 요소들이 투르크메니스탄 땅에 남아 있었다. 데이터에 따르면, 세 개의 사단은 아시가바트의 58사단, 88사단, 209사단 훈련센터(전 61훈련 MRD)인 것으로 보인다. 1992년 6월, 새로운 러시아 정부는 투르크메니스탄과 양자간 방어 조약을 체결하여, 새로운 투르크메니스탄 정부가 자체 군대를 만들 것을 장려하면서도 그들이 공동 지휘 하에 놓여야 한다고 규정하였다.
의회국학도서관은 '1992년 7월 러시아와 투르크메니스탄이 체결한 공동조치 조약은 러시아 연방이 투르크메니스탄의 안보를 보장하는 역할을 하도록 규정하고 공화국 내 옛 소련군 부대를 새로운 국가군의 기초로 만들었다'고 밝혔다. 이 조약은 국경 병력과 러시아의 통제하에 남아 있는 공군 및 방공부대를 제외하고 전군을 공동 지휘하도록 규정하고, 이는 10년의 기간에 걸쳐 점차 투르크메니스탄의 독점적 지휘로 전환하도록 했다. 과도기인 5년 동안 러시아는 물류 지원을 제공하고 투르크메니스탄에 특수 시설 유지권을 지급하고, 투르크메니스탄은 주거비와 공공시설비, 행정비를 부담하도록 했다'고 밝혔다.
전략 및 기술 분석 센터의 모스크바 국방 브리핑은 1992년~1993년 투르크메니스탄이 자국에 위치하고 러시아의 지원에 의존했던 옛 소련 제52군을 기반으로 소규모 국가 군대를 창설하려고 시도했다고 말했다. 110,000명에 달하는 300개 편성과 부대 중 200개가 투르크메니스탄 지휘부로 이관되었고, 70개는 러시아 관할로 남아 있으며, 30개는 철수하거나 동원 해제되었다.
1994년, 참모총장과 국방부 제1차관은 쿠바와 아프가니스탄에서 복무했던 경력 장교인 안나무라트 솔타노프 소장이었고, 또 다른 국방부 차관인 베그드잔 니야조프는 그가 임명되기 전에 법 집행 행정가였다. 러시아 지휘관들은 투르크메니스탄의 분리된 연합군의 참모총장이자 제1부사령관인 빅토르 자바르진 소장, 투르크메니스탄의 분리된 연합군의 사령관이자 국방부의 부사령관인 니콜라이 코르밀체프를 포함했다. 러시아의 블라디슬라프 슈네비치 소장은 투르크메니스탄 국경수비대에서 국경 부대의 공동 사령관으로서 투르크메니스탄의 아크무라드 카불로프 소장과 함께 복무했다. 1993년의 양국간 군사 협력 조약에 따라, 약 2,000명의 러시아 장교들이 계약으로 투르크메니스탄에서 복무했고, 국경 부대 (1995년 약 5,000명)는 러시아와 투르크메니스탄의 공동 지휘 아래에 있다. 모두 합쳐, 약 11,000명의 러시아 군대가 1996년 중반에 투르크메니스탄에 남아 있었다.

### 니야조프의 군사 정책
투르크메니스탄군은 소련의 모든 구 공화국들 중에서 가장 중립적인 것으로 여겨진다. 투르크메니스탄군은 1992년 5월에 타슈켄트 조약에 서명하지 않았고, CIS 국방장관회의의 옵서버가 되었다. 투르크메니스탄의 최초의 군사 교리는 1994년에 채택되어 이것을 시행했다. 투르크메니스탄의 중립 정책은 1996년 아프가니스탄 전쟁과 관련해서도 강조되었는데, 탈레반과 아프가니스탄 정부 모두와 고른 관계를 유지하고 있다. 9·11 테러 사건 이후, 특히 사파르무라트 니야조프 대통령이 독일 항공기를 보관할 기지를 독일 정부에 제공하기를 거부하면서 중립의 원칙을 계속 따를 의도가 있다고 주장하면서 연합군은 투르크메니스탄 영토에 나타나지 않았다. 2002년에는 니야조프 대통령의 명령에 의해 전문 노동군 부대가 창설되었다. 이 부대의 군인들은 값싼 노동력으로 군부대에서 기업체, 건설현장, 병원 등으로 보내지면서 국방부 관할에서 제외되었다.

### 2006년 이후
2009년 제인스 인포메이션 그룹은 "투르크메니스탄의 군대는 중앙아시아의 기준으로도 형편없이 유지되고 자금이 지원되고 있다"고 말했다.
첫 임기를 위해 취임한 몇 주 후, 구르반굴리 베르디무하메도프 대통령은 공식적으로 중립을 선언하고 아프가니스탄과의 국경이 국가 안보 우선 순위가 될 것이라고 진술하면서, 투르크메니스탄의 두 번째 군사 교리를 지지하기로 한 그의 결정을 발표했다. 2016년, 베르디무하메도프 대통령은 새로운 군사 교리를 채택했다. 2018년 11월, 베르디무하메도프 대통령은 국가 안전 보장 위원회의 회의에서 이것을 반복했다.

## 육군

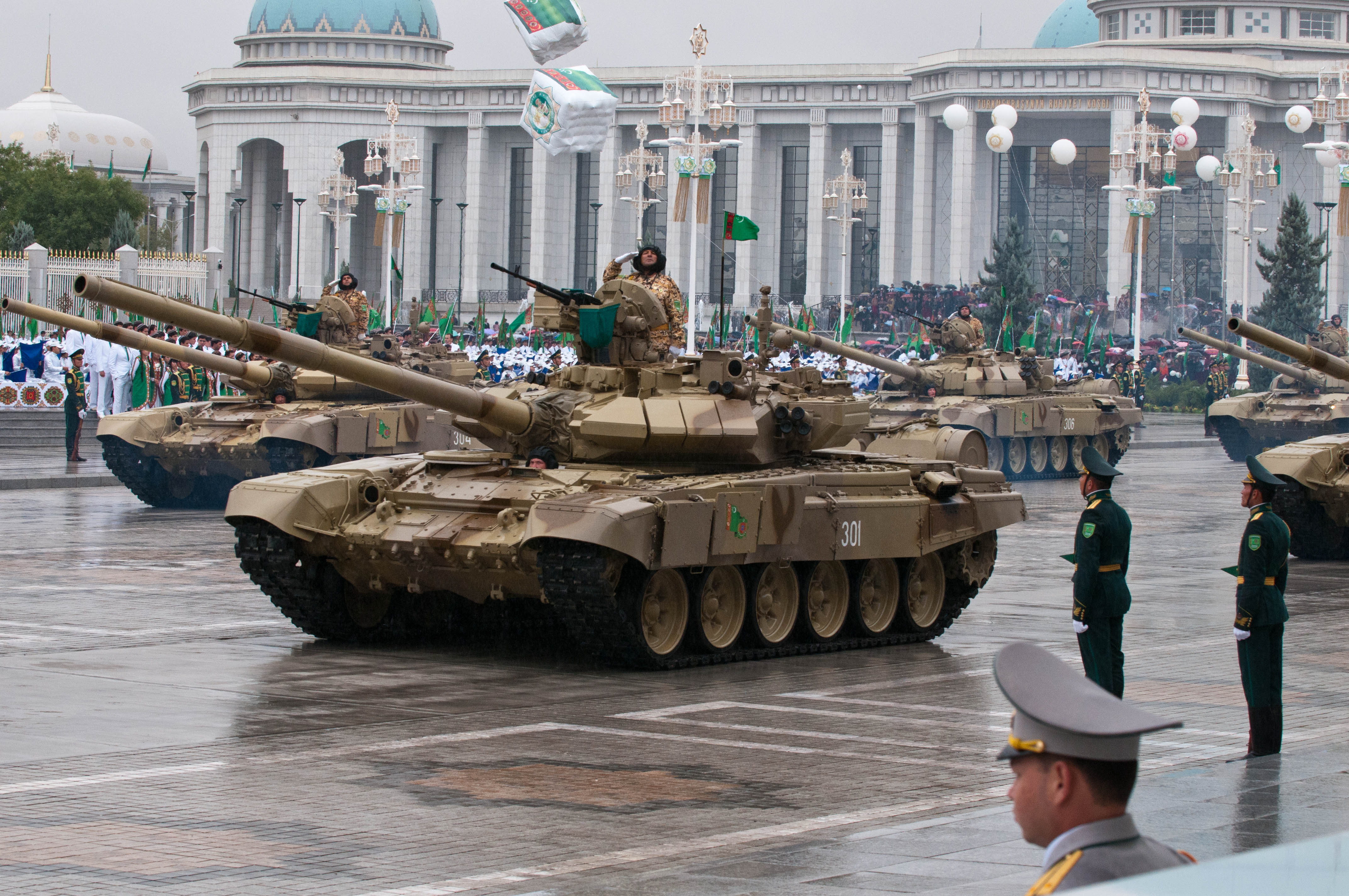
T-90SA 및 T-72UMG 유닛.

투르크메니스탄 육군은 소련군 투르키스탄 군관구로부터 여러 개의 모터 라이플 사단을 물려받아 지부의 기반을 형성했다. 그 중에는 세르다르에 있는 제58 모터 라이플 사단도 있었다. 오늘날 지상군에는 제2, 제3, 제11, 제22 모터 라이플 사단이 포함된다. 제11 모터 라이플 사단 "술탄 산자르"는 구 소련의 제88 모터 라이플 사단으로 본부는 쿠슈카/세르헤타바트에 있다. 2007년 1월 카스피해와 해안 지대에서 350km 깊이, 투르크멘-이란 국경에서 육군의 약 90%(카스피 연안의 제22 모터 라이플 사단, 투르크멘-이란 국경의 제2 및 제3 모터 라이플 사단, 타지크-아프간 국경의 제11 모터 라이플 사단)가 위치하고 있다고 보고되었다.
차량의 수는 약 2,000대, 탱크의 수는 약 700대, 포병의 수는 약 560대이다. 투르크메니스탄 육군 장비는 2009년에 약 3,000만 달러에 주문된 702대의 T-72와 10대의 T-90을 포함한다. AIFV/APC에는 BTR-60/BTR-70/BTR-80-829, BMP-1/BMP-2-930, BRM-1 12, BRDM-2-170 등이 포함된다. 투르크메니스탄은 2021년에 세르비아로부터 라자르 3 8x8 장갑차를 공급받을 예정이다.

## 공군
IISS는 2012년 공군이 94대의 전투기를 보유한 3000명의 인력을 보유하고 있다고 밝혔다. 총 항공기 수는 약 120대이다. IISS는 미그-29/미그-29UB(두 종류 모두 24대), 수호이 Su-17 핏터-B(65대), 수호이 Su-25 개구리발(41대 더 정비됨) 등 2개의 전투/지상 공격 비행 중대가 있다고 밝혔다. 또한 안토노프 An-26 '컬'(1대), Mi-8s와 Mi-24s(각각 8대, 10대)로 구성된 수송 비행 중대가 있다고 보고했다. 훈련 부대에는 수호이 Su-7 핏터-A(3대)와 L-39 알바트로스가 있었다. 방공 미사일 부대에는 SA-2, SA-3, SA-5가 있었다.

## 해군
투르크메니스탄 해군은 현재 국방부가 지휘하고 약 700명의 군인과 16척의 경비정으로 구성되어 있다. 의회조사국은 국제전략문제연구소를 인용하여 6척의 경비정을 보고했다.
국제전략문제연구소는 2007년 투르크메니스탄이 해군을 창설할 의도이며 USCG급 커터 1척과 칼칸급 초계함 5척으로 투르크멘바시에 소규모 기지를 두고 있다고 보고했다. 제인스 파이팅쉽 2001-2002는 포인트급 커터가 2000년 5월 30일에 이전된 머진 PB-129이라고 보고했다.
투르크메니스탄은 2011년에 4척의 미사일 배를 획득했다. 2014년에는 2015년까지 모두 인도된 10척의 투즐라급 경비정을 획득했다.
2012년, 투르크메니스탄은 9월 초로 계획된 카스피해에서의 첫 번째 해군 훈련을 발표했다. 하자르-2012 (하자르는 카스피해의 튀르키예어 이름이다)로 명명된 이 전술 훈련은 바다의 경합 지역에서 천연가스전을 둘러싸고 아제르바이잔과 다소 긴장이 고조된 여름 후에 이루어졌다.